# Мезенцев, Денис Васильевич
Денис Васильевич Мезенцев (1926, Старопершино, Уральская область — 1991, Серов) — работник лесозаготовительной отрасли народного хозяйства СССР, с 1948 года — тракторист, затем бригадир малокомплексной лесозаготовительной бригады Марсятского леспромхоза (посёлок Марсяты Свердловской области).
В начале 1950-х годов Мезенцев первым на предприятии организовал малокомплексную лесозаготовительную бригаду. Постоянно перенимая и совершенствуя передовой опыт лучших лесозаготовительных бригад, он уже в годы Семилетки (1959—1965) добился высоких производственных результатов, за что в 1966 году был награждён орденом Ленина.
В годы 8-й пятилетки (1966—1970) бригада Мезенцева досрочно отчиталась о выполнении государственного задания и взятых на себя повышенных обязательств, в итоге выполнив шесть с половиной годовых норм заготовки леса.
За выдающиеся успехи, достигнутые в выполнении заданий пятилетнего плана в развитии лесной, целлюлозно-бумажной и деревообрабатывающей промышленности указом Президиума Верховного Совета СССР от 7 мая 1971 года бригадиру малокомплексной бригады Марсятского леспромхоза Денису Васильевичу Мезенцеву было присвоено звание Героя Социалистического Труда с вручением ордена Ленина и медали «Серп и Молот».
Делегат XV Всесоюзного съезда ВЦСПС, член ревизионной комиссии ВЦСПС.

## Биография

### Ранние годы
Денис Васильевич Мезенцев родился в 1926 году в крестьянской семье Василия Артамоновича и Евдокии Симоновны Мезенцевых в деревне Старо-Першина Старопершинского сельсовета Марайского района Курганского округа Уральской области РСФСР СССР, ныне село Старопершино входит в Мокроусовский муниципальный округ Курганской области Российской Федерации или в деревне Большое Песьяное Большепесяьнского сельсовета Мокроусовского района того же округа, ныне деревня входит в тот же муниципальный округ . Русский.
Семья у потомственного крестьянина Артамона Васильевича Мезенцева была большая — четверо сыновей и три дочери. Будучи сам хозяином рачительным и трудолюбивым, он рано приобщил к труду своих детей. Работая сообща, Мезенцевы после тяжёлых лет Гражданской войны и последовавшей за ней разрухи быстро встали на ноги. К 1926 году, когда в семье Василия Артамоновича родился сын Денис (Деонис), в их общем хозяйстве уже было четыре лошади, четыре коровы с телятами и два десятка овец — богатство по тем временам несметное. Постоянно брали на откорм поросят, а домашнюю птицу и вовсе никто не считал. Неудивительно, что когда в стране началась коллективизация, поначалу объявленная добровольной, Мезенцевы решили не вступать в колхоз и попали в разряд кулаков. В 1930 году вся большая семья Артамона Васильевича «от мала до велика» была не только раскулачена, но и разделена: всех их выслали на спецпоселение в разные уголки Северного Урала.

Денис страшно уставал, но очень гордился тем, что работает наравне со взрослыми. Жили мы в ту пору в Красном Лангуре, а работал Денис в 48 квартале, почти у Ваткуля. Придёт с работы уставший, поест кое-как и уже спит и во сне всё свою лошадку погонял, да ещё как взрослый и заругается.
Позднее, уже работая в Марсятском леспромхозе, Денис Васильевич научился ловко орудовать лучковой пилой и топором, сам стал профессиональным лесорубом. В 1944—1945 годах он несколько раз получал повестку в армию, но дальше Серовского райвоенкомата не уезжал — трест «Серовлес» всякий раз выбивал для мастеровитого работника бронь. За самоотверженный труд в самое тяжёлое для страны время Денис Васильевич был награждён своей первой правительственной наградой — медалью «За доблестный труд в Великой Отечественной войне 1941—1945 гг.».

### Герой Социалистического Труда
В детстве Денис Васильевич мечтал, что после окончания школы будет работать на тракторе, но его мечта стала сбываться уже после войны, когда его направили на курсы трактористов-трелёвщиков. Вернувшись в 1948 году в Марсяты, Мезенцев сел за рычаги трактора. Вскоре руководство леспромхоза поручило ему организовать первую на предприятии малокомплексную бригаду. Изучая передовой опыт других лесозаготовительных бригад и адаптируя его к местным условиям, Денис Васильевич уже скоро сделал свою бригаду лучшей в леспромхозе. Изо дня в день выполняя собственный план, он вносил весомый вклад в выполнение производственного плана всего предприятия.
Одной из первых в бригаду Мезенцева сучкорубом попала молодая девушка по имени Галя, которая позднее стала его женой. Галина Андреевна потом вспоминала о своём муже-бригадире:

…А работал — загляденье! Никаких лишних движений, никакой ругани, спокойно, споро дело делалось. Любил свою работу и любил, чтобы в бригаде все хорошо работали. Сам горел на работе и лентяям спуску не давал.
Жёсткую дисциплину и коллективизм в бригаде вспоминал в своё время и М. М. Гладий, глава администрации Марсятского сельсовета, некогда также поработавший у Мезенцева:

Денис Васильевич был немногословным, на первом месте у него были работа и крепкая производственная дисциплина. В бригаде была полная взаимозаменяемость, каждый член бригады владел тремя-четырьмя специальностями.
Ещё одним качеством бригадира было его бережное отношение к технике. Многие работники Марсятского леспромхоза отмечали, что когда подходило время списывать трактор, на котором работал Денис Васильевич, вдруг выяснялось, что он даже не был в капитальном ремонте.
За высокие производственные успехи Д. В. Мезенцев неоднократно поощрялся почётными грамотами и денежными премиями, дважды награждался знаком «Отличник социалистического соревнования РСФСР». Его имя много раз заносилось на доску почёта Марсятского леспромхоза и треста «Серовлес». Коллектив Мезенцева одним из первых освоил передовой метод крупнопакетной погрузки хлыстов и доказал его преимущества, что способствовало росту темпов вывозки леса и снижению транспортных расходов. По итогам Семилетки за досрочное выполнение государственного задания Денис Васильевич был награждён орденом Ленина.
Восьмая пятилетка стала лучшей в карьере бригадира. Работая ритмично и слаженно, бригада Мезенцева досрочно справилась с плановым заданием, а в итоге выполнила шесть с половиной годовых норм заготовки леса. Указом Президиума Верховного Совета СССР от 7 мая 1971 года трактористу Марсятского леспромхоза Денису Васильевичу Мезенцеву было присвоено звание Героя Социалистического Труда с вручением ордена Ленина и медали «Серп и Молот».

### Дальнейшая биография
Начало 1970-х годов стало для марсятских лесозаготовителей временем непростых испытаний. В связи с истощением лесного фонда Марсятский леспромхоз был преобразован в лесопункт и присоединён к более успешному Андриановскому леспромхозу. Резкое сокращение объёмов заготовки повлекло за собой и падение заработков, в результате чего многие работники бывшего леспромхоза стали перебираться на более перспективные предприятия. В сложившихся условиях руководство лесопункта сделало ставку на проверенных работников, и прежде всего на бригаду Героя Социалистического Труда Д. В. Мезенцева. И Денис Васильевич уже скоро показал, что внедряя передовые технологии производства, осваивая новую лесозаготовительную технику, можно добиваться результата и при бедной лесосырьевой базе. Опыт бригады Мезенцева был подхвачен трудовым коллективом лесопункта, в результате чего к концу 1973 года предприятие вновь встало на ноги.
Ещё один резерв увеличения объёмов производства крылся в организации летней заготовки в труднодоступных из-за болот и отсутствия развитой транспортной инфраструктуры участках тайги. С этой проблемой постоянно сталкивались многие уральские леспромхозы. Инженеры треста «Серовлес» предложили перейти на вахтовый метод заготовки в летний период укрупнёнными бригадами. Одним из первых новый метод успешно опробовал бригадир Атымского леспромхоза А. П. Барболин. Проанализировав опыт соседей, Мезенцев быстро оценил все преимущества и активно поддержал его. Уже к лету 1974 года в глухой тайге в 50 километрах от Андриановичей появился вахтовый посёлок. Летом этого же года укрупнённая бригада Дениса Васильевича, в состав которой вошёл 21 человек, заготовила, стрелевала, вывезла на верхний склад и заштабелевала 30 тысяч кубометров древесины, которая с наступлением зимы была успешно вывезена на нижний склад предприятия. В следующем 1975 году коллектив Мезенцева за летний сезон повторил своё достижение. По итогам областного социалистического соревнования 1975 года бригада Дениса Васильевича была признана лучшей среди вахтовых бригад «Свердлеспрома». Всего же за 9-ю пятилетку (1971—1975) она заготовила 256 тысяч кубических метров леса, в том числе 33 тысячи — сверх плана.
Ещё 12 с небольшим лет Д. В. Мезенцев находился на своём трудовом посту. И хотя Марсятский лесопункт по-прежнему считался неперспективным, он продолжал отдавать предприятию все свои силы и опыт. 
Весной 1989 года вышел на пенсию и вскоре переехал в Серов, где ему предоставили двухкомнатную квартиру. Но прожил он вдали от ставших ему родными мест всего около двух лет. 
В 1991 году Дениса Васильевича Мезенцева не стало. Похоронили его  рядом с отцом и братом Фелофием в посёлке Марсяты Марсятского сельсовета Серовского района Свердловской области, ныне посёлок входит в Серовский городской округ Свердловской области.

### Общественная жизнь
Член КПСС с 1965 года, Денис Васильевич Мезенцев был не только отличным работником, но и активным общественником. Начиная с 1959 года, он неоднократно избирался депутатом Марсятского Совета депутатов трудящихся, был членом рабочего комитета профсоюза Марсятского леспромхоза, в 1963 году был избран депутатом Свердловского облсовета. 20—24 марта 1972 году Денис Васильевич участвовал в работе XV съезда ВЦСПС, входил в состав ревизионной комиссии Всесоюзного центрального совета профессиональных союзов.

## Награды
- Герой Социалистического Труда, 7 мая 1971 года
  - Орден Ленина № 413801
  - Медаль «Серп и Молот» № 17201
- Орден Ленина, 17 сентября 1966 года
- медали, в том числе:
  - Юбилейная медаль «За доблестный труд. В ознаменование 100-летия со дня рождения Владимира Ильича Ленина», 1970 год
  - Медаль «За доблестный труд в Великой Отечественной войне 1941—1945 гг.», 1945 год
- Знак «Отличник социалистического соревнования РСФСР», дважды
- Неоднократно заносился на Доску почёта Марсятского леспромхоза и треста «Серовлес»